# Liste der Baudenkmale in Buschvitz
In der Liste der Baudenkmale in Buschvitz sind alle Baudenkmale der Gemeinde Buschvitz (Landkreis Vorpommern-Rügen) und ihrer Ortsteile aufgelistet. Grundlage ist die Veröffentlichung der Denkmalliste des Landkreises Vorpommern-Rügen, Auszug aus der Kreisdenkmalliste vom August 2015.

## Stedar
| ID             | Lage                        | Bezeichnung                   | Beschreibung                                                                                                | Bild |
| -------------- | --------------------------- | ----------------------------- | --- | ---- |
| 00740 Wikidata | Pulitzer Weg 1a, 1b, 1c, 1d | Landarbeiterhaus (Gutsanlage) | |      |
| 00740 Wikidata | Pulitzer Weg 7              | Gutshaus (Gutsanlage)         | Sanierter, 1-gesch., 7-achs. Backsteinbau aus der 2. Hälfte des 19. Jh. mit Mittelrisalit und Treppengiebel |      |
| 00740 Wikidata | Pulitzer Weg 8              | Stall (Gutsanlage)            | |      |

## Quelle
- Denkmalliste des Landkreises Vorpommern-Rügen

- Karte mit allen Koordinaten:
- OSM |
- WikiMap